# Asamblea Nacional de Kuwait
La Asamblea Nacional de Kuwait (en árabe: مجلس الأمة‎: مجلس الأمة), Es la legislatura unicameral de Kuwait. La Asamblea Nacional se reúne en la Ciudad de Kuwait. Los miembros son elegidos por elección directa; El país se divide en cinco distritos electorales con diez miembros que representan a cada distrito. No hay partidos políticos oficiales en Kuwait, por lo tanto los candidatos actúan como independientes durante las elecciones; al ganar, los miembros suelen formar bloques parlamentarios informales. La Asamblea Nacional está compuesta por 50 miembros electos y hasta 15 ministros designados por el gobierno que son miembros ex oficio.
El 16 de octubre de 2016, el emir de Kuwait emitió un decreto de disolver la Asamblea Nacional, citando y asegurando desafíos de seguridad, allanando el camino para elecciones anticipadas dentro de sesenta días. La fecha de la próxima elección ha sido puesta para el 26 de noviembre de 2016.

## Visión general
La Asamblea Nacional es la legislatura  en Kuwait. La Asamblea Nacional tiene el poder de retirar a los ministros del gobierno de su cargo. Los diputados frecuentemente ejercen su derecho constitucional de interpelar a los miembros del gobierno. Las sesiones de interpelación de ministros de la Asamblea Nacional se emiten en la televisión kuwaití. Los diputados también tienen el derecho de interpelar al primer ministro, y luego presentar una moción de no cooperación con el gobierno (moción de censura) , en donde cuyo caso el gabinete debe ser reemplazado.
La Asamblea Nacional puede tener hasta 50 diputados. Estos son elegidos por el voto popular para servir en un tiempo definido de cuatro años. Los miembros del gabinete también se sientan en el parlamento como diputados. La constitución limita el tamaño del gabinete a 16, y al menos un miembro del gabinete debe ser un ministro electo. Los ministros tienen los mismos derechos que los diputados elegidos, con las dos excepciones siguientes: no participan en el trabajo de los comités y no pueden votar cuando una interpolación conduce a un voto de censura contra uno de los miembros del gabinete. 
La Asamblea Nacional es el principal poder legislativo de Kuwait. El Emir puede vetar las leyes, pero la Asamblea Nacional puede anular su veto si obtiene una votación de dos tercios. La Asamblea Nacional (según el artículo 4 de la Constitución) tiene el derecho constitucional de aprobar y desaprobar el nombramiento de un emir. La Asamblea Nacional eliminó efectivamente a Saad Al-Abdulá Al-Salim Al-Sabah de su cargo en 2006 debido a la incapacidad de Saad para gobernar debido a la enfermedad. La Asamblea Nacional de Kuwait es el parlamento más independiente del mundo árabe; Es uno de los parlamentos más fuertes de Oriente Medio.

## Disoluciones
El Tribunal Constitucional tiene la autoridad para disolver la cámara y debe llamar posteriormente a nuevas elecciones dentro de dos meses. Se cree ampliamente que el Tribunal Constitucional es uno de los tribunales más independientes judicialmente del mundo árabe.
El emir también tiene la autoridad para disolver la cámara y debe llamar posteriormente a nuevas elecciones dentro de dos meses. El Tribunal Constitucional puede invalidar el decreto del emir que disuelve el parlamento.

## Edificio
El edificio del parlamento fue diseñado por el arquitecto danés Jørn Utzon, que también diseñó el Sydney Opera House.

## Facciones políticas
Mientras los partidos políticos no son legalmente reconocidos en Kuwait, un número de facciones políticas existe. La cámara está compuesta de facciones políticas diferentes además de independentes:
- El bloque liberal, secular: diez miembros fueron elegidos en las elecciones de 2013, convirtiéndose en el mayor bloque político del actual parlamento.
- El bloque de Shaabi (populista): una coalición de populistas (sunitas y chiitas), liberales y partidos nacionalistas con un enfoque en asuntos de clase media. el Bloque de Acción Popular es su principal partido político.
- El bloque islamista: consiste de miembros islamistas sunitas. El bloque islamista tiene 3 miembros elegidos en las elecciones nacionales de 2013.